# Кузьмин, Николай Фёдорович
Николай Фёдорович Кузьмин (28 мая 1925 — 5 декабря 1992) — партийный и хозяйственный деятель Казахской ССР, первый секретарь Зыряновского горкома Компартии Казахстана, Восточно-Казахстанской области, Герой Социалистического Труда (1971).

## Биография
Кузьмин Николай Федорович родился в 1925 году в городе Шемонаихе Восточно-Казахстанской области. В 1942 году начал свою трудовую деятельность на Белоусовском руднике в качестве взрывника. С марта 1943 служил в Красной Армии. Участник Великой Отечественной войны. В 1945 году вступил в ВКП(б)/КПСС.
С 1961 года — первый секретарь Зыряновского горкома Компартии Казахстана. Указом Президиума Верховного Совета СССР от 30 марта 1971 года за достижение высоких показателей в деле развития цветной металлургии Николаю Фёдоровичу Кузьмину было присвоено звание Героя Социалистического Труда с вручением ордена Ленина и медали «Серп и Молот».
В 1980-е годы вышел на пенсию.
Проживал в городе Зыряновске. Умер 5 декабря 1992 года. 

## Награды
За трудовые успехи был удостоен:
- золотая звезда «Серп и Молот» (30.03.1971)
- два ордена Ленина (23.06.1966, 30.03.1971)
- Орден Отечественной войны II степени (14.03.1945)
- два ордена Трудового Красного Знамени (11.01.1957, 10.12.1973)
- Орден Красной Звезды (28.10.1944)
- Медаль "За трудовое отличие" (01.08.1959)
- другие медали.